# Cirratulus cingulatus
Cirratulus cingulatus är en ringmaskart som beskrevs av Herbert Parlin Johnson 1901. Cirratulus cingulatus ingår i släktet Cirratulus och familjen Cirratulidae. Inga underarter finns listade i Catalogue of Life.